# Orellana de la Sierra
Orellana de la Sierra är en kommun i Spanien.   Den ligger i provinsen Provincia de Badajoz och regionen Extremadura, i den centrala delen av landet, 220 km sydväst om huvudstaden Madrid. Antalet invånare är 280. Arean är 16,7 kvadratkilometer.
Terrängen i Orellana de la Sierra är huvudsakligen platt, men norrut är den kuperad.